# Ethan Galbraith
Ethan Galbraith (nascut el 25 d'agost de 1991) és un futbolista neozelandès que actualment juga pel Team Wellington del Campionat de Futbol de Nova Zelanda com a davanter.

## Trajectòria per club
Galbraith començà la seva carrera futbolística amb l'equip jovenil del Waitakere United. Amb el club hi va estar fins al juliol de 2011.
Gratuïtament va ser transferit del Waitakere United al Team Wellington el juliol de 2011. La temporada 2011-2012 Galbraith ha jugat en més de deu partits en el Campionat de Futbol de Nova Zelanda i en dos en la Copa White Ribbon; ha marcat sis gols en total en la temporada pel club.

## Trajectòria internacional
L'abril de 2011 Galbraith va formar part de la selecció neozelandesa sub-20 que jugà en el Campionat Sub-20 de l'OFC de 2011. Allí va jugar en tres partits, marcant un gol en la semifinal contra la selecció fijiana en un partit que resultà en un 6 a 0 pels neozelandesos.
El juliol d'aquell mateix any va ser seleccionat per a representar a Nova Zelanda en la Copa del Món de la FIFA sub-20 de 2011. En aquella competició va jugar en un partit contra el Camerun.
En el torneig preolímpic de 2012 amb la selecció sub-23 el març de 2012 hi va participar en diversos partits, marcant en un partit contra Tonga dos gols. Va jugar un total de tres partits en aquell torneig que veuria a Nova Zelanda classificar-se per als Jocs Olímpics de Londres de 2012.

## Palmarès
- Campionat Sub-20 de l'OFC (1): 2011.
- Copa White Ribbon (1): 2011-12.